# Deani-erdő
A (Királyi) Deani-erdő (angolul Forest of Dean) régió Gloucestershire-ben, Angliában. Hozzávetőleg háromszög alakú, nyugatról és északról a Wye folyó, délről a Severn folyó, keletről Gloucester város határolja. Területén mintegy 110 négyzetkilométer vegyes erdő található, amely Anglia legősibb megmaradt erdői közé tartozik. A régió a Deani erdő önkormányzat névadója.
Az erdő legfontosabb városa és adminisztratív központja Coleford; Cinderford is forgalmas központ. A régió viszonylagos elzártsága miatt sajátos, ízes helyi angol dialektus fejlődött ki.
1938-ban az erdőt nemzeti parkká nyilvánították, és az Erdészeti Bizottság felügyelete alá került.

## Története
A terület erőforrásait, beleértve a vasércet és a faszenet már a rómaiak is kiaknázták, akik meg is telepedtek itt. Később, a Tudor-dinasztia idején az erdőt csak az uralkodók használhatták vadászterületként, de gazdag vasérckincse újra a vas fő lelőhelyévé tette Angliában. Nagyon kedvelt volt az erdőből származó fa, amiből a Tudor-korban hajókat építettek, például a Mary Rose-t. Még később szenet fedeztek fel itt, ami a bányászat gyors fejlődéséhez vezetett. A kereskedelmi szénbányászat az 1980-as évekig folyt, de még mindig használatban van néhány kis privát bánya. 
A bányászat lehanyatlása egy ideig érzékenyen érintette a régiót, de hamarosan high-tech iparágak telepedtek meg, amelyeket a kedvezmények és a jó munkaerő vonzott ide. A régió fontos bevételi forrása a turizmus és a mezőgazdaság is.
Az erdő területén élő lakosság máig megtartotta a középkorban megszerzett feudális jellegű juhlegeltetési jogát, és a Speech House-ban fenntartja a "királyi erdész-bíróságát", mely napjainkban jogi anakronizmusnak számít.

## A régió híres szülöttei
- William Tyndale, az első angol nyelvű Újszövetség fordítója.
- Dennis Potter, számos dráma- és televíziós sorozat írója Colefordban született és gyakran választotta a régiót írásai helyszínéül, például a The Singing Detective (Az éneklő detektív) sorozatban, illetve a Karaoke/Cold Lazarus tévéfilmekben. A helyi dialektus Potter munkái miatt gyakran hallható a BBC adásaiban. A cinderfordi Jimmy Young a BBC Radio 1 és a Radio 2 lemezlovasa. A cinderfordi régióban bukkant fel a korai britpop zenekar, az EMF.

## Fontosabb falvak és városok
- Berry Hill
- Blaisdon
- Bream
- Cinderford
- Clearwell
- Coleford
- English Bicknor
- Huntley
- Lydney
- Milkwall
- Mitcheldean
- Newlands
- Parkend
- St Briavels
- Yorkley

## Érdekes helyek
- Clearwelli barlangok
- Dean-erdei vasút
- Deani Örökség Központja
- Hopewell Colliery
- RSPB Nagshead Nature Reserve
- Parkend and Lydney Railway
- Puzzlewood – ókori római vasbánya
- A Deani erdő szoborparkja
- Speech House
- Symond's Yat – falu és turistacélpont a Wye folyónál